# Primera División 2022 (Uruguay)
Het seizoen 2022 van de Primera División was het 119e seizoen van de hoogste Uruguayaanse voetbalcompetitie. De competitie liep van 5 februari tot 30 oktober 2022.

## Teams
Er namen zestien ploegen deel aan de Primera División tijdens het seizoen 2022. Dertien ploegen wisten zich vorig seizoen te handhaven en drie ploegen promoveerden vanuit de Segunda División: Albion FC (kampioen), Danubio FC (nummer twee) en Defensor Sporting Club (winnaar nacompetitie) kwamen in de plaats van de gedegradeerde ploegen CA Progreso, IA Sud América en CSD Villa Española
| Club                           | Stad                   | Stadion                                                   | Capaciteit | Vorig seizoen |
| ------------------------------ | ---------------------- | --------------------------------------------------------- | ---------- | ------------- |
| Albion FC                      | Montevideo             | Estadio Parque Federico Omar Saroldi                      | 5.165      | 1e (2ª)       |
| CA Boston River                | Montevideo             | Estadio Juan Antonio Lavalleja (Trinidad)                 | 7.000      | 11e           |
| CS Cerrito                     | Montevideo             | Estadio Parque Palermo                                    | 4.072      | 10e           |
| Cerro Largo FC                 | Melo                   | Estadio Arquitecto Antonio Eleuterio Ubilla               | 7.000      | 5e            |
| Danubio FC                     | Montevideo             | Estadio Jardines del Hipódromo María Mincheff de Lazaroff | 18.000     | 2e (2ª)       |
| Defensor Sporting Club         | Montevideo             | Estadio Luis Franzini                                     | 16.000     | 4e (2ª)       |
| Club Deportivo Maldonado       | Maldonado              | Estadio Domingo Burgueño                                  | 17.172     | 13e           |
| CA Fénix                       | Montevideo             | Estadio Parque Capurro                                    | 5.097      | 9e            |
| Liverpool FC                   | Montevideo             | Estadio Belvedere                                         | 7.780      | 7e            |
| Montevideo City Torque         | Montevideo             | Estadio Centenario                                        | 60.235     | 4e            |
| Montevideo Wanderers FC        | Montevideo             | Estadio Parque Alfredo Víctor Viera                       | 10.000     | 6e            |
| Club Nacional de Football      | Montevideo             | Estadio Gran Parque Central                               | 34.000     | 2e            |
| CA Peñarol                     | Montevideo             | Estadio Campeón del Siglo                                 | 40.005     | 1e            |
| Club Plaza Colonia de Deportes | Colonia del Sacramento | Parque Cincuentenario Juan G. Prandi                      | 3.000      | 3e            |
| CA Rentistas                   | Montevideo             | Estadio Complejo Rentistas                                | 3.632      | 15e           |
| CA River Plate                 | Montevideo             | Estadio Parque Federico Omar Saroldi                      | 5.165      | 8e            |

## Competitie-opzet
De competitie liep van 5 februari tot 30 oktober 2022 en bestond uit drie delen: de Apertura, het Torneo Intermedio en de Clausura. In de Apertura en de Clausura speelden alle ploegen eenmaal tegen elkaar. Voor het Torneo Intermedio werden de clubs in twee groepen verdeeld die elk eenmaal tegen elkaar spelen. De groepswinnaars speelden vervolgens in de finale tegen elkaar.
De winnaars van de Apertura en de Clausura kwalificeerden zich voor de halve finales van het Campeonato. De winnaar van het totaalklassement (waarin alle wedstrijden, met uitzondering van de finale van het Torneo Intermedio, werden meegeteld) plaatste zich voor de finale van het Campeonato. De winnaar van die finale werd landskampioen, de verliezer werd tweede. Alle overige clubs werden gerangschikt op basis van het totaalklassement.

### Kwalificatie voor internationale toernooien
Het seizoen 2022 gold als kwalificatie voor de Zuid-Amerikaanse competities (Copa Libertadores en Copa Sudamericana) van 2023. De top-vier kwalificeerde zich voor de Copa Libertadores 2023. Ook voor de Copa Sudamericana 2023 plaatsten zich vier Uruguayaanse ploegen. De winnaar van het Torneo Intermedio en de verliezer van de halve finale van het Campeonato (winnaar van de Apertura of Clausura) kwalificeerden zich hiervoor indien ze zich niet hadden geplaatst voor de Copa Libertadores. De resterende Uruguayaanse plekken werden opgevuld op basis van de totaalstand.

## Apertura
Het Torneo Apertura liep van 5 februari tot en met 6 juni 2022. Alle ploegen speelden eenmaal tegen elkaar. De ploeg met de meeste punten werd winnaar van de Apertura en plaatste zich voor de halve finale van het Campeonato. Indien er twee ploegen gelijk eindigden met de meeste punten, dan zouden ze een beslissingswedstrijd spelen. In het geval dat er drie of meer ploegen gelijk eindigden met de meeste punten, dan zouden de twee ploegen met het beste doelsaldo een beslissingswedstrijd spelen.
Liverpool FC pakte als eerste de kop door drie wedstrijden ongeslagen te blijven en geen doelpunt tegen te krijgen. Na een nederlaag tegen Danubio FC kwam de leiding eerst kortstondig in handen van Montevideo Wanderers FC en vervolgens ging de koppositie over naar Club Deportivo Maldonado. Zij hadden vier van de eerste vijf wedstrijden gewonnen en bleven vervolgens nog vier wedstrijden ongeslagen. Tijdens de tiende speelronde verloor Deportivo Maldonado van CA Boston River, maar bleven ze aan de leiding. Ze slaagden er niet meer in om de draad op te pakken met maar een winstpartij in de laatste vijf duels. Twee wedstrijden voor het einde slaagde Liverpool erin om de koppositie te heroveren. Hun voorsprong op de achtervolgers (behalve Deportivo Maldonado ook Club Nacional de Football en titelverdediger CA Peñarol) bedroeg slechts een punt. In de een-na-laatste speelronde wonnen Liverpool en Nacional allebei, terwijl Deportivo Maldonado en Peñarol allebei gelijk speelden. Op 5 juni versloeg Liverpool ook CA Fénix, waarmee Liverpool winnaar werd van de Apertura. Het was de tweede keer in drie jaar dat ze een seizoenshelft wisten te winnen: twee seizoenen eerder wonnen ze al de Clausura. Omdat Nacional hun laatste wedstrijd verloor bedroeg de voorsprong van de Negriazules uiteindelijk vier punten.

### Eindstand Apertura
|     | Club                           | Sp. | W  | G | V | Pnt. | DV | DT | DS  |
| --- | ------------------------------ | --- | -- | - | - | ---- | -- | -- | --- |
| 1.  | Liverpool FC                   | 15  | 10 | 2 | 3 | 32   | 21 | 8  | +13 |
| 2.  | Club Nacional de Football      | 15  | 8  | 4 | 3 | 28   | 28 | 10 | +18 |
| 3.  | Club Deportivo Maldonado       | 15  | 8  | 3 | 4 | 27   | 20 | 14 | +6  |
| 4.  | CA Boston River                | 15  | 8  | 3 | 4 | 27   | 20 | 16 | +4  |
| 5.  | CA Peñarol                     | 15  | 7  | 5 | 3 | 26   | 10 | 6  | +4  |
| 6.  | Danubio FC                     | 15  | 6  | 6 | 3 | 24   | 13 | 9  | +4  |
| 7.  | CA Fénix                       | 15  | 7  | 2 | 6 | 23   | 15 | 16 | –1  |
| 8.  | CA River Plate                 | 15  | 5  | 6 | 4 | 21   | 20 | 15 | +5  |
| 9.  | Montevideo Wanderers FC        | 15  | 5  | 6 | 4 | 21   | 16 | 11 | +5  |
| 10. | Defensor Sporting Club         | 15  | 5  | 5 | 5 | 20   | 14 | 16 | –2  |
| 11. | CA Rentistas                   | 15  | 5  | 1 | 9 | 19   | 16 | 21 | –5  |
| 12. | Club Plaza Colonia de Deportes | 15  | 2  | 7 | 6 | 13   | 12 | 15 | –3  |
| 13. | Montevideo City Torque         | 15  | 2  | 7 | 6 | 13   | 16 | 20 | –4  |
| 14. | Cerro Largo FC                 | 15  | 3  | 3 | 9 | 12   | 7  | 23 | –16 |
| 15. | Albion FC                      | 15  | 2  | 5 | 8 | 11   | 16 | 31 | –15 |
| 16. | CS Cerrito                     | 15  | 2  | 5 | 8 | 8    | 9  | 22 | –13 |

### Legenda
| Kleur | Kwalificatie voor       |
| ----- | ----------------------- |
|       | Halve finale Campeonato |

#### Topscorers
| №  | Speler       | Club                     | Goals |
| -- | ------------ | ------------------------ | ----- |
| 1. | Mauro Méndez | Montevideo Wanderers FC  | 8     |
| 2. | Enzo Borges  | Club Deportivo Maldonado | 7     |
| 3. | Vier spelers |                          | 5     |

## Torneo Intermedio
Het Torneo Intermedio werd gespeeld van 10 juni tot 27 juli 2022. De ploegen werden verdeeld in twee groepen: in Groep A zaten de ploegen die in de Apertura op een oneven positie (eerste, derde, et cetera) waren geëindigd. In Groep B zaten de ploegen die op een even positie waren geëindigd.
In Groep A begon Montevideo City Torque met twee overwinningen, maar werd na een 1–0 nederlaag tegen Montevideo Wanderers FC ingehaald door die ploeg en door Albion FC. Montevideo Wanderers en Albion bleven na de vierde speelronde aan de leiding, maar leden een week later puntverlies: Albion verloor van Club Deportivo Maldonado, waardoor Wanderers (gelijkspel tegen CA Peñarol) alleen aan de leiding bleef, met een punt meer dan Albion en Apertura-winnaar Liverpool FC. De een-na-laatste speelronde behaalden Liverpool en Albion een doelpuntloos gelijkspel tegen elkaar. Wanderers verloor echter van CA Fénix, waardoor er op de laatste speeldag nog vijf kanshebbers over waren op groepswinst. Albion, Liverpool en Wanderers deelden de koppositie met elk 11 punten en hadden dus de beste papieren. Van die drie clubs verloor Albion, terwijl Liverpool en Montevideo Wanderers wonnen. Op basis van het doelsaldo werd Liverpool uiteindelijk groepswinnaar.
Club Nacional de Football en CA River Plate waren in Groep B de enige twee ploegen die wonnen in de openingsronde. Een week later bleef Nacional alleen over aan kop, omdat ze River Plate met 3–0 versloegen. Ook de derde en vierde speelronde leverde zeges op voor Nacional. De naaste belager was Defensor Sporting Club dat na een verliespartij tegen Nacional drie keer op rij had gewonnen. In de vijfde speelronde kwam die ploeg dichterbij omdat Nacional puntverlies leed tegen Cerro Largo FC. Een week later speelde Defensor Sporting zelf gelijk en vergrootte Nacional hun voorsprong weer tot drie punten middels een zege op CS Cerrito. Omdat ze een aanzienlijk beter doelsaldo hadden zou Nacional zelfs met een kleine nederlaag tegen CA Boston River nog zeker zijn van de eerste plaats. De Tricolores wonnen echter met 2–0 en werden zo ongeslagen groepswinnaar.
In de finale op 27 juli stonden Liverpool en Nacional tegenover elkaar: zij waren ook de enige ploegen die het Torneo Intermedio ooit wonnen (Liverpool in 2019, Nacional in 2017, 2018 en 2020). Nacional-speler Yonathan Rodríguez scoorde in de eerste helft het enige doelpunt van de wedstrijd en bezorgde zijn ploeg daarmee de vierde winst van het Torneo Intermedio.

### Groep A
|    | Club                     | Sp. | W | G | V | Pnt. | DV | DT | DS  |
| -- | ------------------------ | --- | - | - | - | ---- | -- | -- | --- |
| 1. | Liverpool FC             | 7   | 4 | 2 | 1 | 14   | 11 | 6  | +5  |
| 2. | Montevideo Wanderers FC  | 7   | 4 | 2 | 1 | 14   | 11 | 7  | +4  |
| 3. | CA Peñarol               | 7   | 3 | 2 | 2 | 11   | 12 | 8  | +4  |
| 4. | Albion FC                | 7   | 3 | 2 | 2 | 11   | 7  | 7  | 0   |
| 5. | Montevideo City Torque   | 7   | 3 | 1 | 3 | 10   | 10 | 8  | +2  |
| 6. | CA Fénix                 | 7   | 2 | 3 | 2 | 9    | 4  | 5  | –1  |
| 7. | Club Deportivo Maldonado | 7   | 1 | 3 | 3 | 6    | 8  | 12 | –4  |
| 8. | CA Rentistas             | 7   | 0 | 1 | 6 | 1    | 3  | 13 | –10 |

### Groep B
|    | Club                           | Sp. | W | G | V | Pnt. | DV | DT | DS  |
| -- | ------------------------------ | --- | - | - | - | ---- | -- | -- | --- |
| 1. | Club Nacional de Football      | 7   | 6 | 1 | 0 | 19   | 15 | 1  | +14 |
| 2. | CA Boston River                | 7   | 4 | 1 | 2 | 13   | 8  | 5  | +3  |
| 3. | Defensor Sporting Club         | 7   | 4 | 1 | 2 | 13   | 10 | 8  | +2  |
| 4. | CA River Plate                 | 7   | 2 | 3 | 2 | 9    | 7  | 6  | +1  |
| 5. | Cerro Largo FC                 | 7   | 2 | 3 | 2 | 9    | 4  | 4  | 0   |
| 6. | Club Plaza Colonia de Deportes | 7   | 2 | 2 | 3 | 8    | 6  | 7  | –1  |
| 7. | Danubio FC                     | 7   | 2 | 1 | 4 | 7    | 6  | 9  | –3  |
| 8. | CS Cerrito                     | 7   | 0 | 0 | 7 | 0    | 1  | 17 | –16 |

### Legenda
| Kleur | Kwalificatie voor        |
| ----- | ------------------------ |
|       | Finale Torneo Intermedio |

### Finale
|                                |              |                     |                           |                                                                         |
| 27 juli 2022 20:00 uur (UTC−3) | Liverpool FC | 0 - 1               | Club Nacional de Football | Estadio Centenario, Montevideo Scheidsrechter: Andrés Matonte (Uruguay) |
| 27 juli 2022 20:00 uur (UTC−3) |              | Verslag (Soccerway) | 36' Y. Rodríguez          | Estadio Centenario, Montevideo Scheidsrechter: Andrés Matonte (Uruguay) |

#### Topscorers
| №  | Speler             | Club                      | Goals |
| -- | ------------------ | ------------------------- | ----- |
| 1. | Rubén Bentancourt  | CA Peñarol                | 5     |
| 2. | Emmanuel Gigliotti | Club Nacional de Football | 4     |
| 3. | Mauro Méndez       | Montevideo Wanderers FC   | 3     |
| 3. | Alan Rodríguez     | CA Boston River           | 3     |

## Clausura
Het Torneo Clausura liep van 30 juli tot 24 oktober 2022. Alle ploegen speelden eenmaal tegen elkaar volgens het inverse schema van de Apertura (voor alle duels zijn de thuis- en uitploeg dus omgedraaid). De ploeg met de meeste punten werd winnaar van de Clausura en plaatste zich voor de halve finale van het Campeonato. Indien er twee ploegen gelijk eindigden met de meeste punten, dan zouden ze een beslissingswedstrijd spelen. In het geval dat er drie of meer ploegen gelijk eindigden met de meeste punten, dan zouden de twee ploegen met het beste doelsaldo een beslissingswedstrijd spelen.
Club Nacional de Football en Liverpool FC - de twee beste ploegen van de Apertura en van het Torneo Intermedio - begonnen de Clausura allebei met een nederlaag. Nacional richtte zich snel op met zeven daaropvolgende overwinningen, maar Liverpool wist pas in de zesde speelronde de eerste overwinning te behalen. Na twee wedstrijden hadden CA Fénix en CA River Plate nog de maximale score en River Plate bleef met zeges op CA Boston River, CS Cerrito, Cerro Largo FC en Fénix zonder puntverlies.
Tijdens de zevende speelronde leden de Darseneros (tegen Defensor Sporting Club) hun eerste nederlaag en zagen ze Nacional op gelijke hoogte komen. Een week later wonnen beide ploegen en bleven ze gedeeld eerste. Ze hadden op dat moment vijf punten voorsprong op Club Deportivo Maldonado, die nog ongeslagen waren maar al veel gelijk hadden gespeeld.
Op 17 september troffen River Plate en Nacional elkaar, maar dat treffen eindigde onbeslist (1−1). Een wedstrijd later leed River Plate een ruime nederlaag tegen Danubio FC, waar Nacional (gelijkspel) maar gedeeltelijk van profiteerde. Nacional speelde de twee wedstrijden daarna ook gelijk en stond daardoor de leiding tijdelijk weer af aan River Plate, maar een week later wisten ze die weer te heroveren. Tijdens de een-na-laatste speelronde deelde River Plate de punten met Peñarol. Hierdoor kon Nacional de Clausura winnen met nog een wedstrijd te spelen. Hier slaagden ze ook in middels een 1−2 zege op Cerrito.

### Eindstand Clausurua
|     | Club                           | Sp. | W  | G | V  | Pnt. | DV | DT | DS  |
| --- | ------------------------------ | --- | -- | - | -- | ---- | -- | -- | --- |
| 1.  | Club Nacional de Football      | 15  | 10 | 4 | 1  | 34   | 26 | 9  | +17 |
| 2.  | CA River Plate                 | 15  | 9  | 3 | 3  | 30   | 29 | 12 | +17 |
| 3.  | Club Deportivo Maldonado       | 15  | 8  | 6 | 1  | 30   | 19 | 11 | +8  |
| 4.  | Liverpool FC                   | 15  | 8  | 4 | 3  | 28   | 23 | 12 | +11 |
| 5.  | Danubio FC                     | 15  | 6  | 7 | 2  | 25   | 19 | 10 | +9  |
| 6.  | Defensor Sporting Club         | 15  | 7  | 4 | 4  | 25   | 18 | 12 | +6  |
| 7.  | CA Boston River                | 15  | 6  | 4 | 5  | 22   | 21 | 15 | +6  |
| 8.  | CA Peñarol                     | 15  | 6  | 4 | 5  | 22   | 20 | 16 | +4  |
| 9.  | Cerro Largo FC                 | 15  | 5  | 4 | 6  | 19   | 11 | 18 | –7  |
| 10. | CA Fénix                       | 15  | 4  | 5 | 6  | 17   | 13 | 15 | –2  |
| 11. | Montevideo Wanderers FC        | 15  | 4  | 4 | 7  | 16   | 12 | 19 | –7  |
| 12. | Albion FC                      | 15  | 4  | 4 | 7  | 16   | 11 | 19 | –8  |
| 13. | Club Plaza Colonia de Deportes | 15  | 4  | 2 | 9  | 14   | 11 | 20 | –9  |
| 14. | Montevideo City Torque         | 15  | 4  | 1 | 10 | 13   | 12 | 24 | –12 |
| 15. | CA Rentistas                   | 15  | 3  | 1 | 11 | 10   | 16 | 31 | –15 |
| 16. | CS Cerrito                     | 15  | 2  | 3 | 10 | 9    | 10 | 28 | –18 |

### Legenda
| Kleur | Kwalificatie voor       |
| ----- | ----------------------- |
|       | Halve finale Campeonato |

#### Topscorers
| №  | Speler            | Club            | Goals |
| -- | ----------------- | --------------- | ----- |
| 1. | Thiago Borbas     | CA River Plate  | 11    |
| 2. | Thiago Vecino     | Liverpool FC    | 10    |
| 3. | Agustín Rodríguez | CA Boston River | 9     |

## Totaalstand
De ploeg met de meeste punten in de totaalstand - de optelling van de Apertura, het Torneo Intermedio en de Clausura - plaatste zich voor de finale van het Campeonato. Indien er twee ploegen gelijk eindigden met de meeste punten, dan zouden ze een beslissingswedstrijd spelen. In het geval dat er drie of meer ploegen gelijk eindigden met de meeste punten, dan zouden de twee ploegen met het beste doelsaldo een beslissingswedstrijd spelen.
De strijd om de eerste plaats ging tussen Club Nacional de Football en Liverpool FC. Beide ploegen hadden zowel in de Apertura (gewonnen door Liverpool) als in het Torneo Intermedio (gewonnen door Nacional) de twee bovenste plaatsen bezet. In de Clausura begon Nacional veel beter dan Liverpool waardoor het verschil al snel erg groot werd. In de twee-na-laatste speelronde won Nacional met 0–1 van Albion FC en daarmee verzekerden ze zich van de eerste plaats. Liverpool en Nacional wonnen allebei hun laatste twee duels, waardoor het verschil tussen beide ploegen (zeven punten) gelijk bleef. Dat was de grootste voorsprong op de nummer twee in de totaalstand sinds zeven jaar daarvoor.

### Totaalstand
|     | Club                           | Sp. | W  | G  | V  | Pnt. | DV | DT | DS  |
| --- | ------------------------------ | --- | -- | -- | -- | ---- | -- | -- | --- |
| 1.  | Club Nacional de Football      | 37  | 24 | 9  | 4  | 81   | 69 | 20 | +49 |
| 2.  | Liverpool FC                   | 37  | 22 | 8  | 7  | 74   | 55 | 26 | +29 |
| 3.  | Club Deportivo Maldonado       | 37  | 17 | 12 | 8  | 63   | 47 | 37 | +10 |
| 4.  | CA Boston River                | 37  | 18 | 8  | 11 | 62   | 49 | 36 | +13 |
| 5.  | CA River Plate                 | 37  | 16 | 12 | 9  | 60   | 56 | 33 | +23 |
| 6.  | CA Peñarol                     | 37  | 16 | 11 | 10 | 59   | 42 | 30 | +12 |
| 7.  | Defensor Sporting Club         | 37  | 16 | 10 | 11 | 58   | 42 | 36 | +6  |
| 8.  | Danubio FC                     | 37  | 14 | 14 | 9  | 56   | 38 | 28 | +10 |
| 9.  | Montevideo Wanderers FC        | 37  | 13 | 12 | 12 | 51   | 39 | 37 | +2  |
| 10. | CA Fénix                       | 37  | 13 | 10 | 14 | 49   | 32 | 36 | –4  |
| 11. | Cerro Largo FC                 | 37  | 10 | 10 | 17 | 40   | 22 | 45 | –23 |
| 12. | Albion FC                      | 37  | 9  | 11 | 17 | 38   | 34 | 57 | –23 |
| 13. | Montevideo City Torque         | 37  | 9  | 9  | 19 | 36   | 38 | 52 | –14 |
| 14. | Club Plaza Colonia de Deportes | 37  | 8  | 11 | 18 | 35   | 29 | 42 | –13 |
| 15. | CA Rentistas                   | 37  | 8  | 3  | 26 | 30   | 35 | 65 | –30 |
| 16. | CS Cerrito                     | 37  | 4  | 8  | 25 | 17   | 20 | 67 | –47 |

### Legenda
| Kleur | Kwalificatie voor |
| ----- | ----------------- |
|       | Finale Campeonato |

#### Topscorers
Thiago Borbas van CA River Plate scoorde achttien keer en werd daarmee topscorer.
| №  | Speler            | Club                     | Goals |
| -- | ----------------- | ------------------------ | ----- |
| 1. | Thiago Borbas     | CA River Plate           | 18    |
| 2. | Agustín Rodríguez | CA Boston River          | 14    |
| 2. | Thiago Vecino     | Liverpool FC             | 14    |
| 4. | Marcos Cantera    | Club Deportivo Maldonado | 12    |
| 5. | Alan Medina       | Liverpool FC             | 11    |
| 5. | Mauro Méndez      | Montevideo Wanderers FC  | 11    |

## Campeonato Uruguayo
Het Campeonato Uruguayo bepaalde de winnaar van de Primera División (of de Copa Uruguaya) 2022. De winnaars van de Apertura (Liverpool FC) en de Clausura (Club Nacional de Football) speelden in de halve finale één wedstrijd en de winnaar daarvan kwalificeerde zich voor de finale, waarin ze een thuis- en uitduel speelden tegen de nummer een van de totaalstand (Nacional). De finalisten werden aangemerkt als kampioen en vice-kampioen, de overige posities in de eindstand zouden worden bepaald op basis van de totaalstand.
Omdat Nacional zich tweemaal had gekwalificeerd, als winnaar van de Clausura en als nummer een van de totaalstand, betekende dit dat zij aan een zege in de halve finale genoeg hadden om kampioen te worden. Zou Liverpool de halve finale winnen, dan zouden zij het in de finale nogmaals opnemen tegen Nacional. In de halve finale bracht Luis Suárez Nacional kort na rust op voorsprong, maar Thiago Vecino scoorde de gelijkmaker vanaf de strafschopstip. In de daaropvolgende verlenging speelde Liverpool met een man minder, omdat Federico Pereira in het slot van de reguliere speeltijd een rode kaart had gekregen. Suárez scoorde in de verlenging de 2–1 voor Nacional en zijn ploeggenoot Emanuel Gigliotti besliste de wedstrijd met twee doelpunten in de tweede helft van die verlenging. Hierdoor pakte Nacional zijn 49e landstitel.

### Wedstrijdschema
|  | Halve finale    | Halve finale |  |  | Finale   | Finale | Finale | Finale |
|  |                 |              |  |  |          |        |        |        |
|  |                 |              |  |  |          |        |        |        |
|  | Liverpool       | 1            |  |  |          |        |        |        |
|  | Nacional (n.v.) | 4            |  |  |          |        |        |        |
|  |                 |              |  |  |          |        |        |        |
|  |                 |              |  |  | Nacional |        |        | N.v.t. |
|  |                 |              |  |  | Nacional |        |        |        |
|  |                 |              |  |  |          |        |        |        |

### Halve finale
|                               |                   |                                    |                                      |                                                                             |
| 30 oktober 2022 16:90 (UTC−3) | Liverpool FC      | 1 – 4 n.v.                         | Club Nacional de Football            | Estadio Centenario, Montevideo Scheidsrechter: Christian Ferreyra (Uruguay) |
| 30 oktober 2022 16:90 (UTC−3) | Vecino 68' (pen.) | Verslag (AUF) Verslag (Flashscore) | 50', 96' Suárez 107', 113' Gigliotti | Estadio Centenario, Montevideo Scheidsrechter: Christian Ferreyra (Uruguay) |

Club Nacional de Football wint met 4-1 na verlenging en is kampioen van Uruguay.

## Ranglijst
De winnaar van de finale werd kampioen van Uruguay, de verliezend finalist werd vice-kampioen. De overige plaatsen werden bepaald op basis van de totaalstand. Indien er geen finale noodzakelijk was, zou ook de tweede plek worden bepaald op basis van de totaalstand.
Dit seizoen gold in Uruguay als kwalificatie voor de Copa Libertadores 2023 en de Copa Sudamericana 2023. In beide toernooien had Uruguay recht op vier deelnemers. In de Copa Libertadores gingen deze plekken naar de top-vier van het eindklassement. Voor de Copa Sudamericana waren de verliezer van de halve finale van het Campeonato (Liverpool FC) en de winnaar van het Torneo Intermedio (Club Nacional de Football) zeker van een plekje indien ze niet bij de beste vier eindigden. Zij eindigden echter wel in de top-vier, waardoor de nummers vijf tot en met acht deel mochten nemen aan de Copa Sudamericana.

### Totaalstand
|     | Club                           | Sp. | W  | G  | V  | Pnt. | DV | DT | DS  |
| --- | ------------------------------ | --- | -- | -- | -- | ---- | -- | -- | --- |
| 01. | Club Nacional de Football      | 37  | 24 | 9  | 4  | 81   | 69 | 20 | +49 |
| 2.  | Liverpool FC                   | 37  | 22 | 8  | 7  | 74   | 55 | 26 | +29 |
| 3.  | Club Deportivo Maldonado       | 37  | 17 | 12 | 8  | 63   | 47 | 37 | +10 |
| 4.  | CA Boston River                | 37  | 18 | 8  | 11 | 62   | 49 | 36 | +13 |
| 5.  | CA River Plate                 | 37  | 16 | 12 | 9  | 60   | 56 | 33 | +23 |
| 6.  | CA Peñarol                     | 37  | 16 | 11 | 10 | 59   | 42 | 30 | +12 |
| 7.  | Defensor Sporting Club         | 37  | 16 | 10 | 11 | 58   | 42 | 36 | +6  |
| 8.  | Danubio FC                     | 37  | 14 | 14 | 9  | 56   | 38 | 28 | +10 |
| 9.  | Montevideo Wanderers FC        | 37  | 13 | 12 | 12 | 51   | 39 | 37 | +2  |
| 10. | CA Fénix                       | 37  | 13 | 10 | 14 | 49   | 32 | 36 | –4  |
| 11. | Cerro Largo FC                 | 37  | 10 | 10 | 17 | 40   | 22 | 45 | –23 |
| 12. | Albion FC                      | 37  | 9  | 11 | 17 | 38   | 34 | 57 | –23 |
| 13. | Montevideo City Torque         | 37  | 9  | 9  | 19 | 36   | 38 | 52 | –14 |
| 14. | Club Plaza Colonia de Deportes | 37  | 8  | 11 | 18 | 35   | 29 | 42 | –13 |
| 15. | CA Rentistas                   | 37  | 8  | 3  | 26 | 30   | 35 | 65 | –30 |
| 16. | CS Cerrito                     | 37  | 4  | 8  | 25 | 17   | 20 | 67 | –47 |

### Legenda
| Kleur | Kwalificatie voor                    |
| ----- | ------------------------------------ |
|       | Copa Libertadores 2023, groepsfase   |
|       | Copa Libertadores 2023, voorronde    |
|       | Copa Sudamericana 2023, eerste ronde |

### Degradatie
Drie ploegen degradeerden naar de Segunda División; dit waren de ploegen die over de laatste twee seizoenen het minste punten hadden verzameld in de competitie. Aangezien de promovendi (Albion FC, Danubio FC en Defensor Sporting Club) vorig seizoen nog niet in de Primera División speelden, werden de punten gedeeld door het aantal gespeelde wedstrijden.
Acht wedstrijden voor het einde was al zeker dat CS Cerrito zich niet meer kon handhaven. Twee wedstrijden later viel het doek voor CA Rentistas: de vicekampioen van 2020 had zich een jaar eerder nog kunnen handhaven op basis van de prestaties uit 2020, maar eindigde dit seizoen voor de tweede maal op rij als een-na-laatste. Promovendus Albion FC werd twee wedstrijden voor het einde bevestigd als laatste degradant. Ze zouden uiteindelijk tien punten tekort komen om op het hoogste niveau actief te blijven.
|     | Club                           | Sp. | 2021 | 2022 | Tot. | Gem. |
| --- | ------------------------------ | --- | ---- | ---- | ---- | ---- |
| 1.  | Club Nacional de Football      | 67  | 59   | 81   | 140  | 2,09 |
| 2.  | CA Peñarol                     | 67  | 60   | 50   | 119  | 1,78 |
| 3.  | Liverpool FC                   | 67  | 42   | 74   | 116  | 1,73 |
| 4.  | Defensor Sporting Club         | 37  | –    | 58   | 58   | 1,57 |
| 5.  | CA River Plate                 | 67  | 42   | 60   | 102  | 1,52 |
| 6.  | Danubio FC                     | 37  | –    | 56   | 56   | 1,51 |
| 7.  | CA Boston River                | 67  | 36   | 62   | 98   | 1,46 |
| 8.  | Montevideo Wanderers FC        | 67  | 44   | 51   | 95   | 1,42 |
| 9.  | Club Deportivo Maldonado       | 67  | 31   | 63   | 94   | 1,40 |
| 10. | Club Plaza Colonia de Deportes | 67  | 56   | 35   | 91   | 1,36 |
| 11. | CA Fénix                       | 67  | 40   | 49   | 89   | 1,33 |
| 12. | Montevideo City Torque         | 67  | 50   | 36   | 86   | 1,28 |
| 13. | Cerro Largo FC                 | 67  | 46   | 40   | 86   | 1,28 |
| 14. | Albion FC                      | 37  | –    | 38   | 38   | 1,03 |
| 15. | CA Rentistas                   | 67  | 30   | 30   | 60   | 0,90 |
| 16. | CS Cerrito                     | 67  | 40   | 17   | 57   | 0,85 |

### Legenda
| Kleur | Degradatie naar       |
| ----- | --------------------- |
|       | Segunda División 2023 |